# Bawdy Festival
Bawdy Festival est un groupe de punk hardcore et nu metal français, originaire de Pontault-Combault, en Seine-et-Marne.

## Biographie
Bawdy Festival est formé en 2003 à Pontault-Combault, en Seine-et-Marne sous l’impulsion de Teddy DKC. Deux ans après sa formation, le groupe publie son premier EP démo auto-produit intitulé Back in da Wood, en 2005. Cette sortie s'accompagne la même année d'un clip de la chanson Back in da Wood. En octobre 2009, Bawdy Festival publie son premier album, Tri Nox Samoni - Into the Weird Side, qui est en réalité un DVD/CD live, au label Weird Side Unit,,. Cet album live rencontre le succès de la presse en remportant 4 Music awards dont celui de la révélation de l’année 2010 et du meilleur album auto-produit. 
Le groupe se sépare le 25 août 2010. Des divergences personnelles entre le chanteur Teddy DKC et les autres membres du groupe commençaient à apparaitre. Teddy DKC entame alors une collaboration avec le chanteur australien Kid Crusher et poursuit sa carrière artistique alors que les autres membres du groupe travaillent sur un autre projet. Ils décident de se réunir en formant un nouveau groupe. Bungy, N-DMC, Stupid et Joko fondent donc Dirty BastarZ. Ce groupe se composera de Bungy, Joko, Stupid, N-DMC et Tony Masta (ex-batteur de Bawdy Festival) et d'autres personnalités restent à confirmer. Bungy affirmera par la suite que ce groupe ne sera pas la suite de Bawdy Festival.

## Style musical et image
La spécificité est que les membres ainsi que le public sont déguisés en clowns. Leur look bariolé et haut en couleur faisait de leur spectacle un enchantement mêlé à la violence des concerts punk hardcore. Le mélange de rap avec une musique metal rapproche le style du hardcore/crossover mais le groupe se définit comme un groupe de « clowncore ».
Au-delà d'une musique simple, les effets apportés par N-DMC, le claviériste, donne à l'ensemble une ambiance de cirque, image sur laquelle le groupe repose entièrement. Une ambiance appuyée par des samples extraits de films d'horreur ou de bruitages typiques de fête foraine, le tout dirigé par des clowns maléfiques qui montent leur propre armée de clowns (les Clowns Soldiers),,.

## Membres
- Teddy DKC – chant
- Bungy Bingo Fucka – guitare, chœurs
- Stupid Clown - basse
- N-DMC - claviers, chant, chœurs
- Joko – batterie

## Discographie
2009 : Into The Weird Side